# Ковалевич Людмила Сергіївна
Людми́ла Сергі́ївна Ковале́вич (нар. 3 липня 1953, Львів) — український художник-кераміст. Член Національної спілки художників України (1986). Дружина Ігоря Ковалевича.

## Життєпис
Людмила Ковалевич народилася 3 липня 1953 року у Львові.
1975 року закінчила Львівський інститут прикладного та декоративного мистецтва (майстерня Зеновія Флінти). Відтоді й донині на творчій роботі.

## Творчість
Працює у галузях декоративно-ужиткової кераміки і текстилю. 1975 року почала представляти свої роботи на обласних, всеукраїнських та міжнародних виставках. Персональні відбулися в Києві (1994, 2005). У її доробку переважно є декоративні керамічні композиції.
Серед важливих робіт:
- декоративні композиції — «Бабине літо» (1985), «Подорож із дочкою» (1986), «Дерева взимку» (1992), «Береги» (1996), «Народження орнаменту» (1998), «Каштани» (1999), «Іграшки осені» (2000), «Купила мама мені коня», «Колискова» (обидва — 2010), «Білий день» (2011), «Чумацький Шлях» (2012).

## Нагороди
- Ґран-Прі Міжнародної виставки кераміки (Загреб, 2001).